# كلاودينهو (لاعب كرة قدم مواليد 1991)
كلاودينهو هو لاعب كرة قدم برازيلي في مركز الهجوم، ولد في 2 سبتمبر 1991 في ريو دي جانيرو في البرازيل. لعب مع نادي إيتوانو.

## وصلات خارجية
- كلاودينهو (لاعب كرة قدم مواليد 1991) على موقع قاعدة بيانات كرة القدم.إي يو (الإنجليزية)
- كلاودينهو (لاعب كرة قدم مواليد 1991) على موقع Soccerway.com (الإنجليزية)